# Sony Ericsson Xperia X10 mini pro
A Sony Ericsson Xperia X10 mini pro (U20i) egy 2010-es Sony Ericsson-okostelefon, korának egyik legkisebb készüléke, a maroktelefon-szegmens megteremtője ebben a kategóriában. A készülék sok tekintetben megegyezik nagyobb változatával, a Sony Ericsson Xperia X10-zel, illetve a fizikai billentyűzet kivételével a Sony Ericsson Xperia X10 Mini-vel.

## Hardver
Kijelzője mindössze 2.55 hüvelyk képátlójú kapacitív érintőképernyő, 240x320 felbontással, mely a többujjas vezérlést is támogatja, igaz, csak korlátozottan, szoftverfrissítés után. 5 megapixeles kamerája 16x digitális zoom-ot és képstabilizátort kapott, autofókusszal, geotagging támogatással, mosoly- és arcfelismeréssel, valamint vakuval. Videók felvételére is alkalmas. Beépített gyorsulásmérővel és GPS-szel rendelkezik. Processzora 600 MHz-es egymagos Qualcomm Snapdragon MSM7227, Adreno 200 GPU-val. Beépített Bluetooth 2.1 és Wi-Fi támogatással rendelkezik, illetve a 2.3-as Android-frissítést követően akár Wi-Fi Hotspot is lehet. Akkumulátora, ellentétben az X10 mini-vel, cserélhető, emellett oldalra kihúzható fizikai QWERTY-billentyűzettel is ellátták.

## Szoftver
A Sony Ericsson Xperia X10 mini pro gyárilag az Android 1.6-os verziójával jelent meg, amely akkor már elavult volt, de később megjelent a 2.1-es, majd a 2.3-as hivatalos szoftverfrissítés is. A gyártó a rendszert átszabta, a legérdekesebb változtatás a telefon négy sarkában található parancsikon-rögzítő. Két fontos programot telepítettek fel gyárilag: a Timescape a közösségi oldalak, e-mailek és SMS-ek egyidejű kezelésére szolgál, a Mediascape pedig a médiafájlok kezelésére.